# 安藤徹
安藤 徹（あんどう とおる、1968年1月11日 - ）は、岐阜県大垣市出身の日本の文学研究者。龍谷大学文学部教授。龍谷大学副学長。

## 経歴
1968年1月11日、岐阜県大垣市生まれ。
1990年、名古屋大学文学部卒業。
1997年、名古屋大学大学院文学研究科博士後期課程修了。
2000年、龍谷大学文学部専任講師に着任。以後、助教授・准教授・教授を歴任。
2017年4月より、龍谷大学文学部長（2021年3月まで）。
2021年4月より、現職の龍谷大学副学長に着任。

## 人物
平安朝文学・物語社会学を専門としており、主に「源氏物語」を研究している。
自宅は愛知県名古屋市内にあり、大学へは東海道新幹線を使って通勤をしている。

## 単著
- 『源氏物語と物語社会』森話社 2006